# FCV Farul Constanța
FCV Farul Constanța is een Roemeense voetbalclub uit Constanța.

## Geschiedenis
De club ontstond in 1949 na een fusie tussen Dezrobirea Constanța en PCA Constanța als Locomotiva PCA, dat datzelfde jaar nog met een nieuwe voetbalafdeling begon. In 1953 werd de naam gewijizgd in Locomotiva en de club promoveerde dat jaar naar de tweede klasse en een jaar later zelfs naar de hoogste klasse. Na één seizoen degradeerde de club weer en kon in 1958 terugkeren. De club werd met enkele korte onderbrekingen een vaste waarde in de hoogste klasse nu. In 1958 werd de naam veranderd in Farul en in 1972 in FC Constanța. In 1989 werd de opnieuw naam FC Farul aangenomen.
Farul kon nog geen enkele titel winnen. In 2004/05 eindigde de club wel 5de in de competitie en speelde de finale van de beker die tegen Dinamo Boekarest verloren werd. In 2009 degradeerde de club. In 2016 kreeg de club financiële problemen en trok zich terug uit de tweede klasse en ging in de derde klasse spelen. De club nam de naam SSC Farul aan. In 2018 promoveerde de club naar de tweede klasse. Op 21 juni 2021 werd bekend dat Farul ging fuseren met FC Viitorul Constanța, dat al sinds 2012 in de hoogste klasse speelde. De club nam de naam FCV Farul aan en nam de plaats van Viitorul in.    
Toen het voetbalseizoen 2022/23 van de Liga 1 (Roemenië) startte, werd er verwacht dat Farul 6de of 5de zou eindigen. Maar Farul schreef geschiedenis. Farul won de reguliere competitie voor de eerste keer, en ging door naar de play-off om Europees clubvoetbal.

## Erelijst
- Roemeens kampioen

2023
- Beker

Finalist: 2005

## Eindklasseringen
| 6 |

| 11 |

| 11 |

| 8 |

| 4 |

| 10 |

| 10 |

| 15 |

| 16 |

| 4 |

| 2 |

| 1 |

| 14 |

| 18 |

| 5 |

| 4 |

| 4 |

| 4 |

| 1 |

| 9 |

| 9 |

| 10 |

| 13 |

| 9 |

| 6 |

| 11 |

| 8 |

| 10 |

| 12 |

| 12 |

| 15 |

| 2 |

| 14 |

| 10 |

| 9 |

| 5 |

| 7 |

| 14 |

| 13 |

| 16 |

| 8 |

| 13 |

| 8 |

| 11 |

| 12 |

| 10 |

| 5 |

| 1 |

| 1 |

| 14 |

| 9 |

| 7 |

| 5 |

| 1 |

| 4 |

| 11 |

| Liga 1 | Liga 2 | Liga III | Liga IV |

Tot 2006/07 stond de Liga 1 bekend als de Divizia A. De Liga 2 als Divizia B en de Liga III als Divizia C.

## Farul in Europa
Uitslagen vanuit gezichtspunt Farul
| Seizoen                                                    | Competitie        | Ronde   | Land                          | Club              | Totaalscore | 1e W    | 2e W       | PUC |
| ---------------------------------------------------------- | ----------------- | ------- | ----------------------------- | ----------------- | ----------- | ------- | ---------- | --- |
| 1995                                                       | Intertoto Cup     | Groep 8 | Vlag van Servië en Montenegro | FK Becej          | 2-1         | 2-1 (U) |            | 0.0 |
|                                                            |                   | Groep 8 | Vlag van Polen                | Pogoń Szczecin    | 2-1         | 2-1 (T) |            | 0.0 |
|                                                            |                   | Groep 8 | Vlag van Frankrijk            | AS Cannes         | 0-0         | 0-0 (U) |            | 0.0 |
|                                                            |                   | Groep 8 | Vlag van Wit-Rusland          | FK Dnepr Mahiljow | 2-0         | 2-0 (T) |            | 0.0 |
|                                                            |                   | 1/8     | Vlag van Nederland            | SC Heerenveen     | 0-4         | 0-4 (U) |            | 0.0 |
| 2006                                                       | Intertoto Cup     | 1R      | Vlag van Noord-Macedonië      | Pobeda Prilep     | 4-2         | 2-2 (U) | 2-0 (T)    | 0.0 |
|                                                            |                   | 2R      | Vlag van Bulgarije            | Lokomotiv Plovdiv | 3-2         | 2-1 (T) | 1-1 (U)    | 0.0 |
|                                                            |                   | 3R      | Vlag van Frankrijk            | AJ Auxerre        | 2-4         | 1-4 (U) | 1-0 (T)    | 0.0 |
| 2023/24                                                    | Champions League  | 1Q      | Vlag van Moldavië             | Sheriff Tiraspol  | 1-3         | 1-0 (T) | 0-3 nv (U) | 6.0 |
| 2023/24                                                    | Conference League | 2Q      | Vlag van Armenië              | FC Urartu         | 6-4         | 3-2 (T) | 3-2 (U)    | 6.0 |
|                                                            |                   | 3Q      | Vlag van Estland              | FC Flora Tallinn  | 5-0         | 3-0 (T) | 2-0 (U)    | 6.0 |
|                                                            |                   | PO      | Vlag van Finland              | HJK Helsinki      | 2-3         | 2-1 (T) | 0-2 (U)    | 6.0 |
| Totaal aantal behaalde punten voor UEFA coëfficiënten: 6.0 |                   |         |                               |                   |             |         |            |     |

Zie ook: Deelnemers UEFA-toernooien Roemenië

## Bekende (ex-)spelers
- Kehinde Fatai
- Gheorghe Hagi